# Rhamphomyia hoeli
Rhamphomyia hoeli är en tvåvingeart som beskrevs av Frey 1950. Rhamphomyia hoeli ingår i släktet Rhamphomyia och familjen dansflugor.
Artens utbredningsområde är Grönland. Inga underarter finns listade i Catalogue of Life.